# Proteoideae
Proteoideae, potporodica porodice dvoličnjakovki, dio potporodice. Podijeljena je na četiri tribusa
Tipični rod je Protea (hrv. isto protea) sa 106 vrsta vazdazelenih grmova i drveća.

## Tribusi i rodovi
Subfamilia Proteoideae Eaton
- Tribus Conospermeae Endl.
  - Subtribus Stirlingiinae L.A.S.Johnson & B.G.Briggs
    - Stirlingia Endl. (7 spp.)

  - Subtribus Conosperminae L. A. S. Johnson & B. G. Briggs
    - Conospermum Sm. (53 spp.)
    - Synaphea R. Br. (56 spp.)
- Tribus Petrophileae P. H. Weston & N. P. Barker
  -     - Petrophile R. Br. (64 spp.)
    - Aulax P. J. Bergius (3 spp.)
- Tribus Proteeae Dumort.
  - Protea L. (106 spp.)
  - Faurea Harv. (15 spp.)
- Tribus Leucadendreae P. H. Weston & N. P. Barker
  - Subtribus Isopogoninae P.H.Weston & N.P.Barker
    - Isopogon R.Br. ex Knight (39 spp.)

  - Subtribus Adenanthinae L.A.S. Johnson & B.G.Briggs
    - Adenanthos Labill. (31 spp.)

  - Subtribus Leucadendrinae P.H.Weston & N.P.Barker
    - Leucadendron P. J. Bergius (85 spp.)
    - Serruria Burm. ex Salisb. (55 spp.)
    - Paranomus Salisb. (18 spp.)
    - Vexatorella Rourke (4 spp.)
    - Sorocephalus R. Br. (11 spp.)
    - Spatalla Salisb. (20 spp.)
    - Leucospermum R. Br. (48 spp.)
    - Mimetes Salisb. (13 spp.)
    - Diastella Salisb. (7 spp.)
    - Orothamnus Pappe ex Hook. (1 sp.)
- Tribus Proteoideae incertae sedis
  - Eidothea A. W. Douglas & B. Hyland (2 spp.)
  - Beaupreopsis Virot (1 sp.)
  - Beauprea Brongn. & Gris (13 spp.)
  - Dilobeia Thouars (2 spp.)
  - Cenarrhenes Labill. (1 sp.)
  - Franklandia R. Br. (2 spp.)